# Into the Rush
Albums de Aly & AJ
Acoustic Hearts of Winter
Singles
1. Walking On Sunshine
Sortie : 2005

Into the Rush est le premier album studio de Aly & AJ. Il s'est écoulé à près de 3 millions d'exemplaires dans le monde. 
Il a été certifié disque de platine aux États-Unis avec 1 million de copies vendues[réf. souhaitée].

## Liste des chansons
1. Chemicals React
2. Shine
3. Never Far Behind
4. Something More
5. Collapsed
6. Rush
7. No One
8. On The Ride
9. In A Second
10. Speak For Myself
11. Out Of The Blue
12. I Am One Of Them
13. Sticks And Stones
14. Protecting Me
15. Slow Down
16. Do You Believe In Magic (Bonus)
17. Walking On Sunshine